# Gestione del magazzino

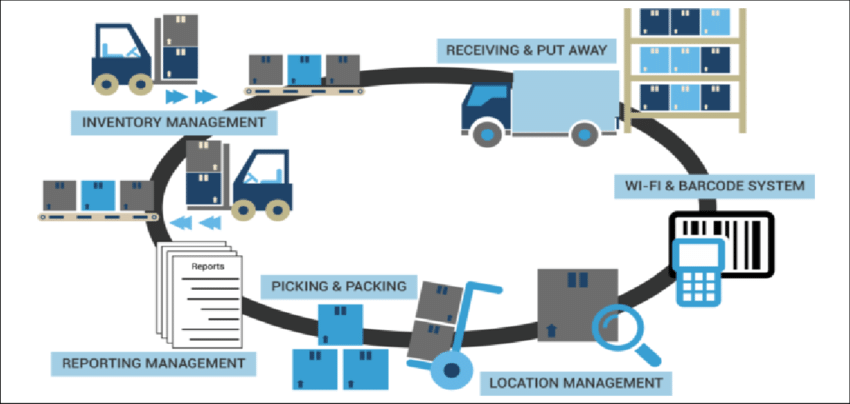
Un sistema di gestione del magazzino può comporsi di diversi elementi, nella figura ne sono schematizzati alcuni a titolo di esempio

Un sistema per la gestione del magazzino (in inglese warehouse management system - WMS, in Italia anche nominato software di magazzino oppure sistema gestionale di magazzino) è una parte fondamentale del sistema di gestione dell'intera catena di distribuzione.

## Funzione
Il suo obiettivo principale è quello di controllare i movimenti e il deposito di materiali nel magazzino e di processare le transizioni, inclusi spedizione, ricezione, riordino e raccolta. In generale, i WMS moderni sono in grado di dare un supporto fondamentale all'utente per ottimizzare l'utilizzo delle risorse all'interno del magazzino (ad esempio tramite il calcolo dei percorsi minimi per gli operatori, la classificazione della merce secondo rotazione (Analisi ABC) oppure la definizione di diverse strategie di commissionamento).
Il WMS utilizza sistemi di AIDC (Automatic Identification and Data Capture), come i codici a barre, terminali mobili con moduli per la lettura dei codici a barre, le WLAN ed in alcuni casi gli identificatori RFID per monitorare efficacemente il flusso dei prodotti e la loro posizione. 
I risultati di un'analisi del database dell'istituto tedesco Fraunhofer IML (istituto per i flussi di materiali e la logistica) confermano che il 52% delle aziende utilizzano il WMS fino a 10 anni prima di sostituirlo, il 25% per più di 10 anni e nessuna azienda installa un gestionale di magazzino per meno di cinque anni.
I WMS trovano applicazione sia in "magazzini manuali" (ad esempio gestiti con dei carrelli elevatori) che in magazzini automatici (ad esempio con dei trasloelevatori) sia in combinazioni di entrambi. In magazzini con impianti automatici (ad esempio convogliatori logistici, magazzini automatici) è necessario implementare un sistema per il controllo operativo del flusso di materiale (WCS - Warehouse Control System). Molti WMS offrono tale modulo, di conseguenza ci sono due “modus operandi”: o il WMS si collega al WCS dell'impianto logistico oppure il WMS stesso gestisce l'impianto.
L'implementazione di un software gestionale di magazzino in un magazzino manuale o un magazzino automatizzato, avviene mediamente in 6/12 mesi.

## Flusso principale
I processi caratteristici del magazzino si possono suddividere in 4 macro fasi dal ricevimento del materiale in ingresso all'evasione degli ordini:
- Ingresso: ricevimento del materiale e presa in carico a sistema
- Deposito: messa a magazzino secondo logiche di ottimizzazione
- Pianificazione: scelta delle spedizioni ed organizzazione delle attività
- Esecuzione: prelievo ed allestimento delle spedizioni

## Processi a supporto
In questo gruppo si raccolgono tutti i processi che benché non direttamente legati all'immagazzinamento e spedizione sono composti da attività necessarie per una corretta ed efficace gestione dello stock e delle risorse di magazzino:
- Gestione della giacenza: attività che consentono di mantenere lo stock in perfetta efficienza
- Gestione dello spazio: configurazione ed organizzazione logica degli spazi fisici
- Lavorazioni: processi a valore aggiunto caratteristici di uno specifico settore

## Tipologia dei fornitori WMS
Il mercato dei sistemi gestionali di magazzino si può suddividere in diverse tipologie in base al tipo di fornitore e alle funzioni e moduli offerti:
- Fornitori di una software suite: aziende che offrono un gestionale aziendale (ERP - Enterprise Resource Planning) oppure altri pacchetti di software più complessi (ad esempio sistemi per il SCM - Supply Chain Management) che contengono un modulo per la gestione del magazzino che spesso può essere commercializzato separatamente  ("stand alone").
- Fornitori di tecnologie di stoccaggio: aziende che forniscono impianti per magazzini automatici e magazzini manuali che offrono anche dei WCS e WMS.
- Fornitori WMS "puri": aziende che offrono esclusivamente software WMS e software specifici per i magazzini.
- Fornitori WMS "allegati": aziende che offrono software dove lo scopo principale non è WMS ma includono un modulo WMS per una gestione limitata del magazzino.

## Moduli e funzioni di un WMS

### Moduli di base
Questi moduli sono in sostanza presenti in quasi tutti i gestionali di magazzino, anche se il grado della soddisfazione funzionale da parte dei fornitori può variare. Pochi di questi moduli sono adatti per essere commercializzati in moduli stand alone.
- Funzioni base:
  - Dati anagrafici (ad esempio configurazione ed organizzazione logica degli spazi fisici)
  - Trasformazione degli ordini
  - Lancio degli ordini
  - Gestione delle scorte
  - Inventario
  - Sistema di informazioni (stati, query, ecc.)
- Funzioni per il supporto dei processi di
  - Entrata merci
  - Stoccaggio
  - Controllo di magazzino
  - Commissionamento
  - Prelievo
  - Uscita merci

### Funzioni opzionali
Si tratta di moduli che possono essere attivati in base alle esigenze dell'utilizzatore oppure dei moduli che spesso si commercializzano separatamente tramite moduli esterni (ad esempio il dock management, il yard management oppure la pianificazione delle risorse tramite LMS (Labor Management System) oppure WMS (Workforce Management System):
- Codice lotto (con riferimento al regolamento (CE) no. 178/2002)
- Numero di serie (“matricola”)
- Data di scadenza
- Consignment e VMI (Vendor Managed Inventory)
- Capacità di gestire più committenti
- Capacità di gestire più magazzini
- Gestione dei vuoti / delle unità di carico
- Gestione dei resi
- Gestione e controllo di mezzi di trasporto
- Sistema di controllo carrelli
- Dock/Yard Management
- Pianificazione delle risorse
- VAS (Value-added Services)
- Controllo del flusso di materiale
- Stoccaggio a profondità doppia / multipla
- Gestione di materiali pericolosi
- Gestione doganale

### Moduli supplementari
Sono software e tecnologie che estendono l'utilizzo del WMS (ad esempio sistemi di "Pick-by-Voice" oppure sistemi RFID).

### Tecnologie Integrate
Tramite la radiofrequenza, un software di magazzino può essere integrato alle tecnologie:
- Voice (tecnologia di sintesi e riconoscimento vocale, che sfrutta le logiche operative "hands-free" e "eyes-free"). L'operatore, dotato di cuffia e microfono, riceve dal software di magazzino un comando vocale e ritrasmette/conferma le informazioni attraverso la voce. Gli errori vengono evitati grazie ad un sistema di controllo incrociato, che garantisce maggior agilità, rapidità, efficienza nella preparazione degli ordini, produttività e precisione con mani e occhi liberi.
- RFID
- Scanner di codici a barre (possono essere di diversa natura: palmari, indossabili, veicolari, ecc.)
- Light per il pick & put to light (i sistemi possono essere sia cablati sia senza fili)
- Mobile (consente il controllo e la gestione del magazzino da dispositivi mobile: smartphone e tablet)